# Jan Sobol
Pour les articles homonymes, voir Sobol.
Jan Sobol, né le 22 mai 1984, est un joueur international tchèque de handball. Il joue au poste d'ailier droit.

## Palmarès
compétitions internationales
- vainqueur de la Ligue SEHA (1) : 2012

compétitions nationales
- vainqueur du Championnat de République tchèque (3) : 2004, 2005, 2006
- vainqueur du Championnat de France (3) : 2008, 2009, 2010
- vainqueur de la Coupe de France (2) : 2008, 2009 et 2010
- vainqueur de la Coupe de la Ligue française (2) : 2008 et 2010
- vainqueur du Championnat de Slovaquie (1) : 2011
- vainqueur de la Coupe de Slovaquie (1) : 2011
- vainqueur de la Coupe de Macédoine (1) : 2012